# Tomas Holmström
Tomas Holmström (* 23. ledna 1973) je bývalý švédský profesionální hokejista, který hrával severoamerickou NHL za tým Detroit Red Wings.

## Hráčská kariéra
Tomas Holmström zahájil svou profesionální kariéru v roce 1994 v týmu švédské ligy Luleå HF, kde hrál také v době výluky NHL v sezóně 2004–05. V roce 1994 byl draftován jako číslo 257 do týmu Red Wings, kam přestoupil v roce 1996, a kde hrál až do konce své kariéry. V NHL, i v play-off, odehrál celkem 1027 utkání, nastřílel 243 gólů a na dalších 287 přihrál.
Se švédskou reprezentací získal Tomas Holmström zlatou olympijskou medaili v roce 2006 v Turíně.
Holmström je považován za jednoho z "nejhorších" hráčů, kteří odehráli 1000 zápasů v NHL. Nebyl dobrý bruslař, střelec, ani ve hře s pukem. Byl ovšem nejlepším hráčem své doby (a jedním z nejlepších v historii) ve hře před brankou. Více než polovinu svých gólů vstřelil v přesilové hře právě z prostoru před brankou díky tečování střel a dorážkám. A další spoustu gólů zařídil stíněním brankářům. I přesto, že často schytával nepříjemné a zákeřné zákroky od obránců, kteří se ho snažili z brankového prostoru dostat, vydržel svou hru hrát 15 let a právem se s Detroitem radoval ze 4 Stanley Cupů.

## Ocenění a úspěchy
- 1996 SEL – All-Star Tým

## Prvenství
- Debut v NHL – 5. října 1996 (New Jersey Devils proti Detroit Red Wings)
- První gól v NHL –15. listopadu 1996 (Detroit Red Wings proti San Jose Sharks, kanadskému brankáři Kelly Hrudey)
- První asistence v NHL – 27. listopadu 1996 (Detroit Red Wings proti Toronto Maple Leafs)

## Klubové statistiky
| Sezóna       | Klub                 | Soutěž       |       | Základní část | Základní část | Základní část | Základní část | Základní část |    | Play off | Play off | Play off | Play off | Play off |
| Sezóna       | Klub                 | Soutěž       | Z     | G             | A             | B             | TM            | Z             | G  | A        | B        | TM       |          |          |
| 1990–91      | Piteå HC             | Div.1        | 26    | 5             | 4             | 9             | 16            | —             | —  | —        | —        | —        |          |          |
| 1991–92      | Piteå HC             | Div.1        | 31    | 15            | 12            | 27            | 44            | —             | —  | —        | —        | —        |          |          |
| 1992–93      | Piteå HC             | Div.1        | 31    | 17            | 15            | 32            | 30            | —             | —  | —        | —        | —        |          |          |
| 1993–94      | Bodens IK            | Div.1        | 34    | 23            | 16            | 39            | 86            | —             | —  | —        | —        | —        |          |          |
| 1994–95      | Luleå HF             | SEL          | 40    | 14            | 14            | 28            | 56            | 8             | 1  | 2        | 3        | 20       |          |          |
| 1995–96      | Luleå HF             | SEL          | 34    | 12            | 11            | 23            | 78            | 11            | 6  | 2        | 8        | 22       |          |          |
| 1996–97      | Adirondack Red Wings | AHL          | 6     | 3             | 1             | 4             | 7             | —             | —  | —        | —        | —        |          |          |
| 1996–97      | Detroit Red Wings    | NHL          | 47    | 6             | 3             | 9             | 33            | 1             | 0  | 0        | 0        | 0        |          |          |
| 1997–98      | Detroit Red Wings    | NHL          | 57    | 5             | 17            | 22            | 44            | 22            | 7  | 12       | 19       | 16       |          |          |
| 1998–99      | Detroit Red Wings    | NHL          | 82    | 13            | 21            | 34            | 69            | 10            | 4  | 3        | 7        | 4        |          |          |
| 1999–00      | Detroit Red Wings    | NHL          | 72    | 13            | 22            | 35            | 43            | 9             | 3  | 1        | 4        | 16       |          |          |
| 2000–01      | Detroit Red Wings    | NHL          | 73    | 16            | 24            | 40            | 40            | 6             | 1  | 3        | 4        | 8        |          |          |
| 2001–02      | Detroit Red Wings    | NHL          | 69    | 8             | 18            | 26            | 58            | 23            | 8  | 3        | 11       | 8        |          |          |
| 2002–03      | Detroit Red Wings    | NHL          | 74    | 20            | 20            | 40            | 62            | 4             | 1  | 1        | 2        | 4        |          |          |
| 2003–04      | Detroit Red Wings    | NHL          | 67    | 15            | 15            | 30            | 38            | 12            | 2  | 2        | 4        | 10       |          |          |
| 2004–05      | Luleå HF             | SEL          | 47    | 14            | 16            | 30            | 50            | 4             | 0  | 0        | 0        | 18       |          |          |
| 2005–06      | Detroit Red Wings    | NHL          | 81    | 29            | 30            | 59            | 66            | 6             | 1  | 2        | 3        | 12       |          |          |
| 2006–07      | Detroit Red Wings    | NHL          | 77    | 30            | 22            | 52            | 59            | 15            | 5  | 3        | 8        | 14       |          |          |
| 2007–08      | Detroit Red Wings    | NHL          | 59    | 20            | 20            | 40            | 58            | 21            | 4  | 8        | 12       | 26       |          |          |
| 2008–09      | Detroit Red Wings    | NHL          | 53    | 14            | 23            | 37            | 38            | 23            | 2  | 5        | 7        | 22       |          |          |
| 2009–10      | Detroit Red Wings    | NHL          | 68    | 25            | 20            | 45            | 60            | 12            | 4  | 3        | 7        | 12       |          |          |
| 2010–11      | Detroit Red Wings    | NHL          | 73    | 18            | 19            | 37            | 62            | 11            | 3  | 4        | 7        | 8        |          |          |
| 2011–12      | Detroit Red Wings    | NHL          | 74    | 11            | 13            | 24            | 40            | 5             | 1  | 1        | 2        | 2        |          |          |
| Celkem v SEL | Celkem v SEL         | Celkem v SEL | 121   | 40            | 41            | 81            | 184           | 23            | 7  | 4        | 11       | 60       |          |          |
| Celkem v NHL | Celkem v NHL         | Celkem v NHL | 1 026 | 243           | 287           | 530           | 769           | 180           | 46 | 51       | 97       | 162      |          |          |

## Reprezentace
| Rok                       | Tým                       | Soutěž                    | Z  | G | A | B  | TM |
| ------------------------- | ------------------------- | ------------------------- | -- | - | - | -- | -- |
| 1996                      | Švédsko                   | MS                        | 6  | 1 | 0 | 1  | 12 |
| 2002                      | Švédsko                   | OH                        | 4  | 1 | 0 | 1  | 2  |
| 2004                      | Švédsko                   | SP                        | 4  | 3 | 2 | 5  | 8  |
| 2006                      | Švédsko                   | OH                        | 8  | 1 | 3 | 4  | 10 |
| Seniorská kariéra celkově | Seniorská kariéra celkově | Seniorská kariéra celkově | 22 | 6 | 5 | 11 | 32 |